# Нолль, Ингрид
Ингрид Нолль (нем. Ingrid Noll; р. 29 сентября 1935, Шанхай, Китайская республика) — немецкая писательница, автор ряда криминальных романов (некоторые из них переведены на русский язык).

## Биография
Ингрид Нолль родилась 29 сентября 1935 года в Шанхае в семье врача. В 1949 году они вернулись в Германию. С 1949 по 1954 училась в католической школе для девочек в Бад-Годесберге. После её окончания Нолль изучала в Боннском университете германистику и историю искусств.
В 1959 году вышла замуж за врача Петера Гуллаца. Их сын — композитор Бибер Гуллац.
Первый роман «Мёртвый петух» был написан в 1990 году.

## Награды
- 1994 — Премия Фридриха Глаузера
- 2002 — Медаль «За заслуги» (земля Баден-Вюртемберг)
- 2005 — Почётная Премия Фридриха Глаузера